# 2010년 남아메리카 게임 야구
다음은 2010년 남아메리카 게임에서 야구 종목을 설명한다.

## 메달리스트
| 금메달     | 은메달   | 동메달     |
| 베네수엘라 | 콜롬비아 | 아르헨티나 |

## 경기 결과

### 예선 순위
| 팀                  | 승 | 패 | 득점 | 실점 | 승률  |
| ------------------- | -- | -- | ---- | ---- | ----- |
| 베네수엘라          | 3  | 0  | 32   | 11   | 1.000 |
| 콜롬비아            | 2  | 1  | 12   | 16   | .667  |
| 네덜란드령 안틸레스 | 1  | 2  | 17   | 14   | .333  |
| 아르헨티나          | 0  | 3  | 11   | 31   | .000  |

### 결승 라운드
| 2010년 3월 26일 | 베네수엘라 | 11 : 1 | 아르헨티나 |  |
| 2010년 3월 26일 |            |        |            |  |

| 2010년 3월 26일 | 콜롬비아 | 3 : 2 | 네덜란드령 안틸레스 |  |
| 2010년 3월 26일 |          |       |                     |  |

| 2010년 3월 27일 | 아르헨티나 | 8 : 6 | 네덜란드령 안틸레스 |  |
| 2010년 3월 27일 |            |       |                     |  |

| 2010년 3월 27일 | 베네수엘라 | 10 : 6 | 콜롬비아 |  |
| 2010년 3월 27일 |            |        |          |  |

## 같이 보기
- 팬아메리칸 게임 야구
- 중앙 아메리카 & 캐리비안 게임 야구